# Vila Mignon (Karlovy Vary)
Vila Mignon se nachází v horní části Sadové ulice ve vilové čtvrti Westend v Karlových Varech. Podle vlastního projektu zde v letech 1898–1899 postavil svou rodinnou vilu karlovarský městský stavitel Karl Heller.

## Historie
Vila byla postavena v letech 1898–1899, tedy v období, kdy výstavba atraktivní vilové čtvrti Westend byla rozšiřována do horní části Parkstrasse, dnešní Sadové ulice. Vznikla jako rodinná vila karlovarského městského stavitele Karla Hellera, v tomto případě zpracovatele projektu, stavebníka i stavitele v jedné osobě. Objekt dostal jméno Villa Mignon.
V roce 1903 byly ve vyšších patrech přistavěny balkony a v letech 1911–1912 došlo k přístavbě koupelen se sociálním zařízením.
Vila patřila rodině Hellerů až do druhé světové války. V letech 1935–1939 jsou jako majitelé zapsáni Amalie Hellerová a dr. Ernst a Margaretha Hellerovi. Po válce byla vila znárodněna a s názvem Javorina se stala depandací Státního sanatoria Bristol. Generální opravu Javoriny dokončil Městský stavební podnik na jaře 1971. Po sametové revoluci došlo k privatizaci vily a k přejmenování na původní název Mignon.

## Ze současnosti
Vila je součástí městské památkové zóny. V roce 2014 byla uvedena v Programu regenerace Městské památkové zóny Karlovy Vary 2014–2024 v části II. (tabulková část 1–5 Přehledy) v seznamu památkově hodnotných objektů na území MPZ Karlovy Vary s aktuálním stavem „vyhovující“.
V současnosti (září 2021) je evidována jako objekt občanské vybavenosti ve vlastnictví společnosti Mignon-II s.r.o.

## Popis
Vila stojí v Sadové ulici 1049/55 ve čtvrti Westend. Na severní straně sousedí s vilou Splendid, z opačné strany stojí vila Silva. Na západní straně se rozprostírá Hotelový resort Savoy Westend.
Dvoupatrová vila Mignon je založena na pravidelném obdélném půdorysu. Uprostřed jižního průčelí vystupuje hranolová věž zakončená jehlanovou střechou s lucernou. V přízemí věže je umístěn vstup. Na jihozápadním i severozápadním nároží jsou otevřené lodžie s nárožním toskánským sloupkem. Nad nimi jsou nasazeny polygonální arkýře s přilbovou střechou.
Za zmínku stojí též parková úprava kolem objektu v přírodně krajinářském pojetí.

## Zajímavosti
V období, kdy byla vila provozována jako depandance Státního sanatoria Bristol „Javorina“, zde bydlívali tuzemští i zahraniční prominenti. V roce 1968 zde byl ubytován Alexander Dubček a sovětský politik Alexej Nikolajevič Kosygin s vnučkou. V roce 1970 přijel, údajně za svojí českou přítelkyní, afghánský král Muhammad Záhir Šáh.